# 브루나이 말레이인
브루나이 말레이인(영어: Bruneian Malays)은 동말레이시아의 해안지대와 브루나이에 거주 하는 말레이인이다. 말레이시아의 브루나이 말레이인은 말레이시아 말레이인이기도 하며, 브루나이의 말레이인은 브루나이인이기도 하다

## 문화
종교는 대부분 이슬람교다. 언어로 말레이어(브루나이 말레이어)를 쓴다.
고유 문화로 암부야트(Ambuyat) 람반(lamban), 푼중(punjung)등의 음식도 있다.

## 같이 보기
- 말레이인
- 브루나이인
- 부미푸트라
- 인도네시아인
- 필리핀인
- 싱가포르인